# Лаврові ліси Мадейри
32°46′ пн. ш. 17°0′ зх. д. / 32.767° пн. ш. 17.000° зх. д.
Лавро́ві ліси́ Маде́йри (порт. Laurissilva da Madeira) — унікальний природний комплекс, що знаходиться під охороною ЮНЕСКО і належить до Третинного періоду формування планети. Вологий тропічний або помірний ліс, що зростає на острові Мадейрі, в Португалії. За своїм видовим складом цей доісторичний реліктовий ліс представлений деревами родини лаврових, які зростають на висоті від 300 до 1400 метрів над рівнем моря у північній частині острова, від 700 до 1600 — у південній. За площею становить приблизно 15 тис. га у різних частинах острова, що дорівнює 20% його території. Вважається, що близько 90% є незайманими лісами, які є унікальними ареалами для числе́нних раритетних, реліктових та ендемічних видів рослин: мохоподібних, папоротеподібних і покритонасінних, а також безхребетних видів тварин. Ендеміки включають 66 видів судинних рослин і мадейрського голуба, що послужило однією з причин того, що у 1999 році цей тропічний ліс було оголошено світовою спадщиною ЮНЕСКО.
В інших частинах Атлантичного океану лаврові ліси крім Мадейри збереглися лише на Азорських та Канарських островах, а також в Кабо-Верде (усі чотири архіпелаги відносяться до Макаронезії).